# Premium Pricing
Precio premium (también denominado premium pricing o prestige pricing) es una estrategia de fijación de precios en la que una empresa establece deliberadamente un precio superior al de la competencia para un producto o servicio, con el objetivo de generar una percepción de mayor calidad, exclusividad o estatus.

## Características
- Percepción de valor: el precio elevado puede asociarse con mayor calidad, lujo o prestigio percibido.[1]
- Exclusividad: se aplica a menudo a productos de edición limitada, marcas de lujo o servicios personalizados.
- Segmentación del mercado: enfocado en consumidores dispuestos a pagar más por beneficios intangibles.
- Márgenes más altos: puede permitir a la empresa obtener un margen por unidad vendida superior al promedio.

## Ejemplos documentados
Sectores que han utilizado estrategias de precio premium incluyen:
- Industria de la moda de lujo.[2]
- Automóviles de gama alta.[3]
- Electrónica de consumo de alta gama.[4]
- Hotelería y turismo de lujo.[5]

## Posibles ventajas
Diversos estudios indican que esta estrategia puede:
- Reforzar la imagen de marca.[1]
- Diferenciar el producto de la competencia.[1]
- Atraer a segmentos de consumidores con alto poder adquisitivo.[1]

## Posibles desventajas
- Mercado objetivo más reducido.[1]
- Riesgo de que el precio no se justifique si la calidad percibida es baja.[1]
- Mayor vulnerabilidad en recesiones económicas.[1]